# 宋灭南汉之战
宋灭南汉之战，是于北宋开宝三年至开宝四年，一场由北宋发动，针对南汉的战争。该战役最终导致南汉灭亡，其地尽数归宋。

## 战争背景
北宋乾德元年（公元963年），宋太祖赵匡胤调任时任泰州团练使的潘美前往潭州担任防御使。南汉屡次派兵袭扰桂阳及江华等地，潘美成功平息边患，并于次年攻陷南汉占领的郴州。
北宋乾德三年（公元965年），后蜀灭亡，北宋尽取后蜀之地，并于当年十一月消灭了后蜀最后一支抵抗力量，并于乾德五年（公元967年）算清了王全斌等人在蜀地的不法行为，暂时安定了蜀地。这使北宋得以拥有更多的精力整顿军力。
乾德三年，南汉君主刘鋹听信谗言，将自己于北宋乾德二年（公元964年）所封的招讨使邵廷琄赐死。
开宝三年（公元970年），南唐君主李煜派遣使者龚慎仪前往南汉，将自己所写的劝南汉向北宋称臣的书信交给刘鋹。刘鋹得到书信之后非常生气，将龚慎仪囚禁起来，并通过驿站传书给李煜，书信中所用措辞极为不尊敬。李煜把刘鋹传来的书信直接呈递给宋太祖，宋太祖于是开始着手准备讨伐南汉。

## 战前准备

### 北宋
开宝三年九月，宋太祖以潘美、尹崇珂、王继勋等三人，率领军队讨伐南汉。

### 南汉
由于以前的将领（如邵廷琄等）因谗言多被杀害，导致南汉在战争开始之后才有反应，战前准备几乎为零。

## 战争经过

### 贺州之战
宋军在出征之后，先期攻拔富州。贺州刺史陈守忠向南汉朝廷告急，刘鋹却只派出龚澄枢前往贺州口头宣慰，导致原本就很贫穷的贺州士兵士气跌入谷底。宋军前锋抵达芳林的时候，龚澄枢由于过度惧怕，而直接乘坐小船逃回广州。宋军随即包围贺州。
刘鋹召集大臣商议抵御的最佳将领人选，起初大臣们推举潘崇彻，但由于长时间没有得到启用，潘崇彻的积极性早已丧失，于是以眼病推脱。刘鋹一怒之下启用伍彦柔为大将，出师援救贺州。
宋军在得到伍彦柔部前来的情报之后，撤退二十里，同时在南乡设伏。伍彦柔率部乘坐船只，于破晓时分抵达南乡，宋军伏兵突然冲出，伍彦柔部大乱，被杀死人数占到了全军的十分之七到十分之八。伍彦柔于阵中被擒，并被斩首，头颅被展示给贺州城内守军，但是城内守军不为所动。随后，宋军军中随军转运使王明率领数百名负责转运辎重的士兵，以及几千名丁夫，填平了城外壕沟，直抵贺州城门。贺州人十分惊慌，开门迎降。
潘美此时放出话来要直捣广州，刘鋹迫不得已，再次请潘崇彻出山，给潘崇彻封官加爵，令其带三万兵驻防贺江。但潘崇彻此时只想拥兵自保。

### 连克数州
十月，潘美攻克南汉军开建寨，昭州刺史田行稠、桂州刺史李承珪望风而逃。宋军不战而克昭州和桂州。
十一月，宋军攻克连州。此时刘鋹却认为，“昭州、桂州、连州、贺州，原来都是属于湖南的，现在宋军攻克了这些地方，就不会继续南进了。”

### 韶州之战
韶州之战过后，开宝四年（公元971年）正月，潘美率军攻克英州、雄州，潘崇彻率军归降。

### 马迳之战
当月，潘美率军来到泷头，刘鋹此时派出使者请和。潘美认为这是南汉一计，于是强行抵达马迳，在双女山屯兵，直接与郭崇岳部隔河对峙。潘美屡次派出小股骑兵挑衅，郭崇岳坚壁不出。而刘鋹此时正谋划带着自己的金银珠宝渡海逃跑，但载满金银珠宝的船只还没等劉鋹上船，就被宦官乐范和一千余名卫兵偷走。刘鋹于是只得重新派遣萧㴶、卓惟休等人前往宋军阵中求和，潘美宣谕上意，表示南汉朝廷只有战、守、降、死、逃这五种选择，并直接把两位使者送往北宋朝廷。更加害怕的刘鋹重新让郭崇岳保持戒严状态，并于二月派遣自己的弟弟刘保兴率兵支援。
南汉将领植廷晓认为坚壁不出和出阵应战一样都是死，不希望坐以待毙的他率部沿河布阵，宋军渡河而过，植廷晓战死，郭崇岳撤回防御木栅中，被宋军用火计击溃，郭崇岳死于乱军之中，刘保兴逃回广州。
大势已去，龚澄枢等人纵火烧光了南汉宫殿和仓库。几天后，宋军抵达白田，刘鋹素服出降。至此南汉灭亡，其60个州、214县、170263户尽数归宋。

## 战役影响
南汉灭亡之后，宋廷废除了刘鋹在任时期所收取的苛捐杂税，人民得以休养生息。稍后潘美又讨平匪乱，岭南自此安定。